# TIE Raptor
El TIE raptor es un vehículo en la saga Star Wars.
Como todos los TIE crafts, este tiene una cabina de pilotaje esférica con una ventana octagonal, pero en vez de las usuales dos largas alas a los lados tiene cuatro finas alas, con una posición similar a las del Ala-X. Eran usadas exclusivamente por los pilotos de elite del Señor de la Guerra Zsinj.
- Datos: Q6137549